# Henry Goodman
Pour les articles homonymes, voir Goodman.
Henry Goodman est un acteur britannique né le 23 avril 1950 à Sheffield (Royaume-Uni).

## Biographie
Henry Goodman est l'un des six enfants dans une famille juive. Il a étudié à la Central Foundation Boys 'School. En 1969, il rejoint la Royal Academy of Dramatic Art,.

## Filmographie

### Cinéma
- 1989 : Queen of Hearts de Jon Amiel : chauffeur de taxi
- 1993 : Le Fils de la panthère rose (Son of the Pink Panther) de Blake Edwards : Andre
- 1996 : Mary Reilly de Stephen Frears : Haffinger
- 1997 : Parties intimes (Private Parts) de Betty Thomas : Moti
- 1997 : Le Saint (The Saint) de Phillip Noyce : Dr. Lev Botvin
- 1999 : Coup de foudre à Notting Hill (Notting Hill) de Roger Michell : le concierge du Ritz
- 2002 : The Final Curtain de Pat Harkins : Ed Nbrezki (voix)
- 2004 : Moi, Peter Sellers (The Life and Death of Peter Sellers) de Stephen Hopkins : Dennis Selinger
- 2004 : Churchill: The Hollywood Years de Peter Richardson : Franklin D. Roosevelt
- 2005 : Out on a Limb de Robert Heath : Felix Limb
- 2005 : Hooligans de Lexi Alexander : Carl Buckner
- 2005 : Appelez-moi Kubrick (Colour Me Kubrick) de Brian W. Cook : Mordecai
- 2009 : Hôtel Woodstock (Taking Woodstock) de Ang Lee : le père d'Elliot Tiber
- 2009 : The Damned United de Tom Hooper : Manny Cussins
- 2014 : Captain America : Le Soldat de l'hiver (Captain America : The Winter Soldier) d'Anthony et Joe Russo : Dr. List (non crédité)
- 2015 : Avengers : L'Ère d'Ultron (Avengers : Age of Ultron) de Joss Whedon : Dr. List
- 2015 : À vif ! (Burnt) de John Wells : Conti
- 2015 : La Femme au tableau (Woman in Gold) de Simon Curtis : Ferdinand Bloch-Bauer
- 2016 : Altamira de Hugh Hudson : De Los Rios
- 2016 : Their Finest de Lone Scherfig : Gabriel Baker
- 2016 : Golem, le tueur de Londres (The Limehouse Golem) de Juan Carlos Medina : Karl Marx
- 2018 : Two Words (court métrage) de Jesper Emborg : Gavin
- 2021 : Sundown de Michel Franco : Richard

### Télévision
- 1989 : Act of Will (téléfilm) : New York Registrar
- 1989 : Murderers Among Us: The Simon Wiesenthal Story (téléfilm) : Josek
- 1989 : Rules of Engagement (feuilleton télévisé) : interviewer de la télévision
- 1989 : After the War (feuilleton télévisé) : Hirsch
- 1990 : Old Flames (téléfilm) : Strauss
- 1990 : Secret Weapon (en) (téléfilm) : officiel de l'ambassade
- 1991 : The Gravy Train Goes East (feuilleton télévisé) : Ivo Tankic
- 1992 : Zorro (épisode Magie rouge) : Émissaire royal Don Jose Alfonso Escanto
- 1996 : Cold Lazarus (feuilleton télévisé) : David Siltz
- 1996 : Broken Glass (téléfilm) : Phillip Gellburg
- 1998 : Unfinished Business (série télévisée) : Spike
- 2000 : Les Mille et Une Nuits (Arabian Nights) (téléfilm) : Sultan Billah
- 2000 : Dirty Tricks (téléfilm) : Thomas
- 2001 : Hamilton Mattress (téléfilm) : Mr. Feldwick C. Hackenbush / Septimus (voix)
- 2001 : Murder Rooms: The Photographer's Chair (téléfilm) : De Meyer
- 2001 : The Merchant of Venice (téléfilm) : Shylock
- 2003 : The Mayor of Casterbridge (téléfilm) : Joshua Jopp
- 2005 : Shakespeare's Happy Endings (téléfilm) : divers personnages
- 2013 : The Challenger Disaster (The Challenger) de James Hawes
- 2015 : Marvel : Les Agents du SHIELD : Dr. List
- 2018 : ABC contre Poirot (The ABC Murders) (mini-série)
- 2019 : The New Pope (mini série) de Paolo Sorrentino : Danny

## Théâtre
- 1998-1999 : Art, Broadway
- 2001-2007 : The Producers, Broadway
- 2003 : Tartuffe, Broadway

## Distinctions
- Laurence Olivier Awards 2000 : meilleur acteur pour The Merchant of Venice de Shakespeare